# Metepec
För andra betydelser, se Metepec (olika betydelser).
Metepec är en stad i Tolucadalen i centrala Mexiko, belägen i delstaten Mexiko. Staden ingår i Toluca de Lerdos storstadsområde och hade 30 203 invånare vid folkräkningen 2020.
Namnet Metepec kommer från nahuatl och betyder Agavebacken. Staden är en av Mexikos 132 Pueblos Mágicos.